# Korszunowka (obwód omski)
Korszunowka (ros. Коршуновка) – wieś (sieło) w Rosji, w obwodzie omskim, w rejonie tiukalińskim. W 2010 liczyła 453 mieszkańców.